# Catilina

Ciceros tal mot Catilina. Fresk av Cesare Maccari (1888).

Catilina, Lucius Sergius Catilina, född omkring 108 f.Kr. i Rom, död 62 f.Kr., var en romersk politiker av patricisk släkt. Trots sin överklassbakgrund förespråkade han bland annat jordreformer och skuldavskrivningar och var populär bland de fattiga.

## Biografi
Catilina hade till en början stora politiska framgångar, men när han besegrats i konsulvalen för år 63 och 62 f.Kr., bestämde han sig för att försöka ta makten med våld. Catilina planerade en sammansvärjning, som dock avslöjades av Cicero inför senaten.
Catilina flydde från Rom, men uppbådade militära styrkor för att bekriga sina romerska motståndare. I slaget vid Pistoria (nuvarande Pistoia) besegrades hans trupper i grunden och själv stupade han.

## Catilina i litteraturen
Ciceros tal mot Catilina anses vara ett mästerverk i retorik och har ingått i latinstudierna genom tiderna. Hos Cicero, liksom hos andra antika källor som Sallustius, Vergilius med flera framställs Catilina som urtypen för den ondskefulle förrädaren.
Henrik Ibsen skrev i sin ungdom skådespelet Catilina, där huvudpersonen tvärtom framställs som en rättrådig rebell mot den romerska adelns korrupta oligarki.
Mer nyanserade porträtt i romanform har författats av Göran Hägg och Steven Saylor.
I Robert Harris romantrilogi Krönikan om Rom (Forum, 2006) återfinns Catilina och beskrivs vara en farlig man som hade anhängare både i aristrokratin och bland 'slöddret'